# Tadif
Tadif (arab. تادف) – miasto w Syrii, w muhafazie Aleppo. W 2004 roku liczyło 12 360 mieszkańców.